# Ana Pastor Julián
Ana María Pastor Julián (Cubillos, Zamora, 11 de noviembre de 1957) es una médica y política española del Partido Popular, por el que resultó elegida diputada por Pontevedra en la vii, viii, ix, x, xi, xii, xiii y xv legislaturas de las Cortes Generales y por Madrid en la xiv legislatura. 
Ha desempeñado diversos cargos públicos, entre los que destacan los de ministra de Sanidad y Consumo (2002-2004) y de Fomento (2011-2016) del Gobierno de España y el de presidenta del Congreso de los Diputados (2016-2019). También ha ocupado el cargo de vicepresidenta segunda del Congreso de los Diputados en dos períodos (2008-2011) (2019-2023) y el de vicepresidenta tercera del Congreso de los Diputados en la breve XIII legislatura. Actualmente es la presidenta de la Comisión Mixta de Seguridad Nacional del Congreso de los Diputados y secretaria ejecutiva de Sanidad del Partido Popular.

## Biografía
Pasó la infancia en su pueblo natal, Cubillos, pequeño municipio zamorano de la comarca de Tierra del Pan, situado a escasos 10 km de la capital provincial. Fue la pequeña de una familia compuesta por tres hermanos; su padre era natural de Vivero, en la provincia de Lugo y su madre era de Pontevedra. Asistió a la escuela del pueblo que por aquella época ya era unitaria, es decir, de niños y niñas. En ella destacó desde pequeña en las matemáticas. A los nueve años, su familia la trasladó al Colegio de Las Siervas de San José de la ciudad de Zamora, aunque en vacaciones volvía a su pueblo, en el que en ocasiones dio clases particulares a los jóvenes del mismo. Su formación la completó en la Universidad de Salamanca, en la que obtuvo la Licenciatura en Medicina y Cirugía.
Accedió como funcionaria al Cuerpo Superior de Salud Pública y Administración Sanitaria, ejerciendo de médica asistencial en las ciudades de Salamanca, Ferrol y Pontevedra. Posteriormente fue jefa de servicio de Planificación Sanitaria de la delegación pontevedresa de la Consejería de Sanidad y Servicios Sociales de la Junta de Galicia, gerente de Atención Primaria en la provincia de Pontevedra y, después, directora provincial del Servicio Gallego de Salud (Sergas).

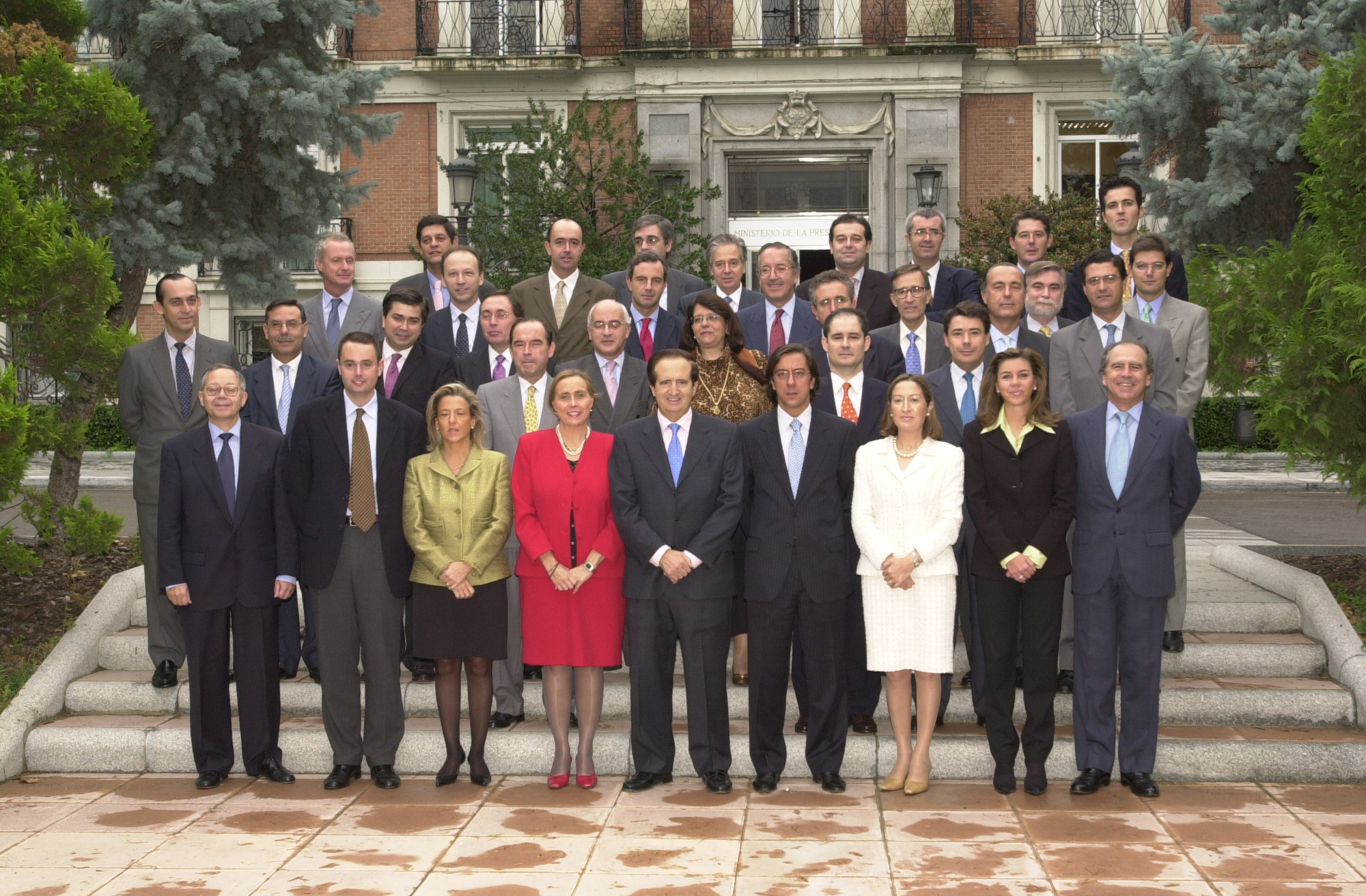
Pastor (de blanco) en una fotografía de grupo junto a otros subsecretarios en octubre de 2001.

Con posterioridad ocupó diversos cargos de responsabilidad política, entre los que destacan su nombramiento como directora general de la Mutualidad General de Funcionarios Civiles del Estado (Muface), subsecretaria del Ministerio de Educación y Cultura en enero de 1999 subsecretaria del Ministerio de la Presidencia en mayo de 2000 y subsecretaria del Ministerio del Interior desde marzo de 2001 hasta julio de 2002.
Fue elegida diputada por Pontevedra en las elecciones a Cortes Generales de 2000, por lo que fue parte activa de la VII legislatura. Con posterioridad, también fue cargo electo por la misma circunscripción en la VIII, IX, X, XI, XII y XIII legislaturas.

### Ministra de Sanidad y Consumo
Fue ministra de Sanidad y Consumo durante un corto periodo de tiempo que no alcanzó los dos años (julio de 2002-abril de 2004) y en una época en la que muchas de las competencias en la materia ya se habían transferido a las comunidades autónomas. Durante este periodo remodeló la Administración sanitaria, consiguió que se aprobara con el apoyo unánime del Parlamento la Ley de Cohesión y Calidad del Sistema Nacional de Salud y que se tramitara la Ley de Ordenación de las Profesiones Sanitarias. Sin embargo, una de sus medidas más recordadas fue la aprobación en 2003 del Plan Nacional para la Prevención y Control de Tabaquismo, medida que fue bien acogida por los profesionales de la salud, pero que estaba insuficientemente financiada según las sociedades científicas. Esta última actuación la sitúa como pionera en la lucha contra el tabaquismo en España, en cuanto que, por aquella época, el país estaba en esta materia a la cola de Europa y registraba más de 60.000 muertes al año por el consumo de cigarrillos.
También ocupó diversos cargo de responsabilidad en el Partido Popular y su fundación, como el de coordinadora de Participación y Acción Sectorial (2004), patrona de la Fundación para el Análisis y los Estudios Sociales (FAES), secretaria ejecutiva de Política Social —tras el XV congreso del partido— y coordinadora de Participación Social.
Desempeñó el cargo de vicepresidenta segunda de la Mesa del Congreso de los Diputados en la IX legislatura (2008-2011).

### Ministra de Fomento

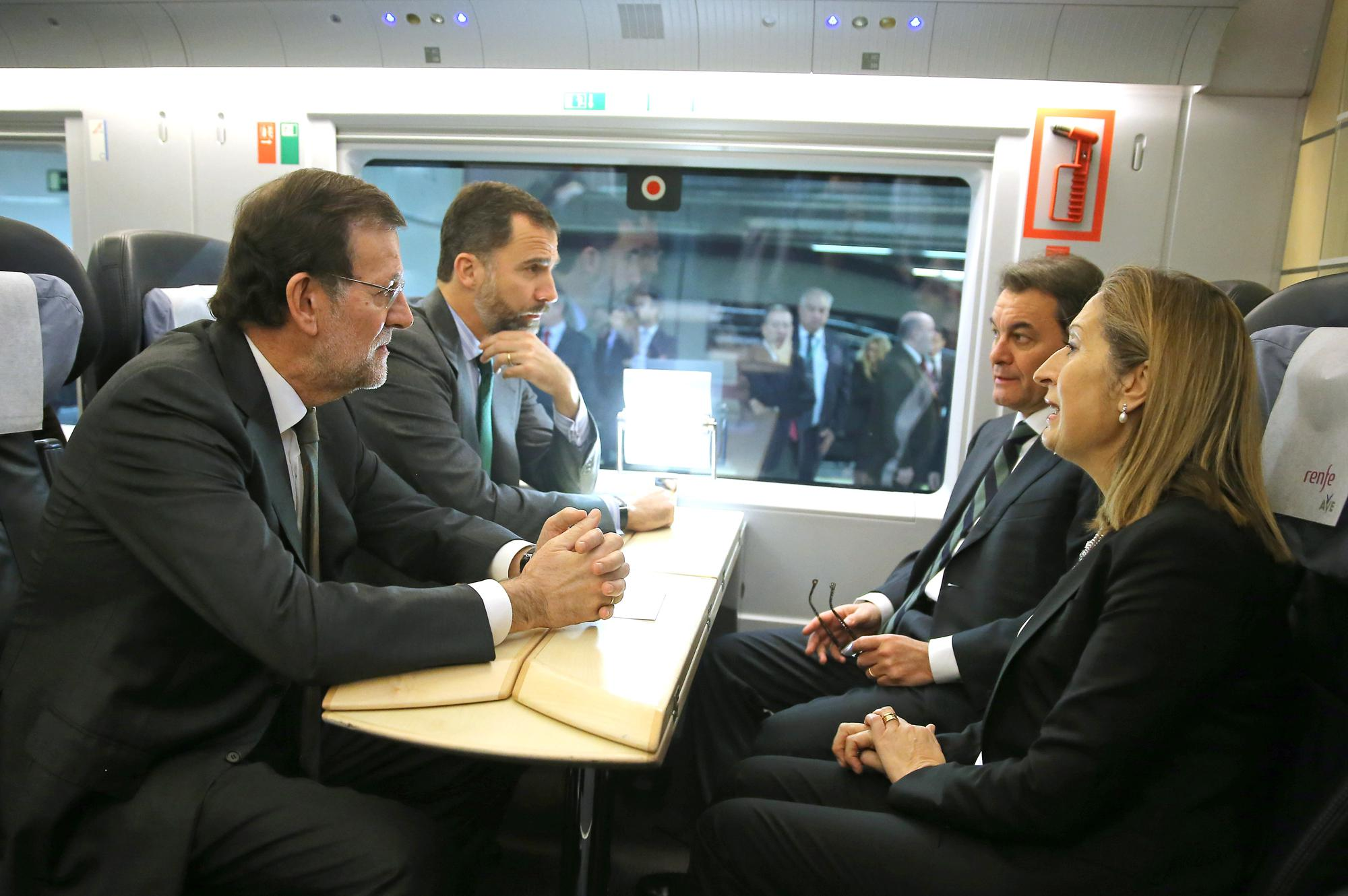
Ana Pastor viaja en AVE junto al entonces príncipe Felipe, Mariano Rajoy Brey y Artur Mas el 20 de enero de 2013.

Fue la titular del ministerio de Fomento entre el 22 de diciembre de 2011 y el 19 de julio de 2016, fecha en la que cesó por renuncia tras el anuncio de su candidatura a la Presidencia del Congreso de los Diputados. Al frente de esta cartera tuvo que gestionar, entre otros asuntos, el accidente ferroviario de Santiago de Compostela de 2013 —en el que perdieron la vida 79 personas— y la crisis de Vueling Airlines.

### Presidenta del Congreso
El presidente del Partido Popular, Mariano Rajoy, anunció el 18 de julio de 2016 que Pastor era la candidata de los populares a la Presidencia del Congreso de los Diputados. Al día siguiente fue proclamada presidenta del Congreso de los Diputados de la XII legislatura, al ser la diputada que obtuvo más votos en la segunda ronda de votaciones de la sesión constitutiva. Tras la toma de posesión, Pastor se convirtió en la segunda mujer que preside el la Cámara Baja española, tras Luisa Fernanda Rudi.
Además de la Presidencia del Congreso, también desempeña en este hemiciclo los cargos de presidenta de la Diputación Permanente, presidenta de la Mesa del Congreso, presidenta de la Junta de Portavoces, presidenta de la Comisión de Reglamento, presidenta de la Comisión de control de los créditos destinados a gastos reservados y presidenta de la Comisión Consultiva de Nombramientos.
Durante su mandato como presidenta, se tramitan dos mociones de censura contra el segundo Gobierno de Rajoy. La primera, que fue propuesta en 2017 por el grupo parlamentario de Unidos Podemos no prosperó. La segunda, sí prosperó, fue presentada en 2018 por el grupo parlamentario del socialista y tuvo como consecuencia que Mariano Rajoy perdiera la confianza del Congreso de los Diputados y Pedro Sánchez fuera investido Presidente del Gobierno, tomando posesión del cargo al día siguiente.

### Pospresidencia
Tras las elecciones generales de abril de 2019, Pastor se presentó a la reelección como presidenta del Congreso de los Diputados, pero perdió frente a la candidata socialista Meritxell Batet. Al no prosperar esta candidatura, posteriormente fue elegida como vicepresidenta tercera del Congreso y, tras las elecciones generales de noviembre de 2019 —en las que fue elegida diputada por Madrid—, fue elegida vicepresidenta segunda de la Cámara Baja, cargo que desempeñó hasta agosto de 2023.
En este tiempo, el 11 de marzo de 2020, la propia Ana Pastor comunicó vía Twitter que había contraído coronavirus, siendo la tercera parlamentaria nacional contagiada, tras los casos de Javier Ortega Smith y Carlos Zambrano.
De nuevo elegida diputada por Pontevedra en las elecciones generales de 2023, en diciembre de 2023 fue elegida presidenta de la Comisión Mixta de Seguridad Nacional.
El 31 de mayo de 2024, Pastor anunció su renuncia al acta de diputada, abandonando la política, para ser presidenta de la mutua sanitaria Agrupación Mutual Aseguradora (AMA).

## Condecoraciones y reconocimientos
A lo largo de su carrera política ha recibido múltiples condecoraciones, entre las que destacan la Real Orden de Carlos III y la Gran Cruz de la Orden del Mérito Civil, la Medalla del Congreso de los Diputados, las medallas de Oro de las Cortes Generales como parte del Consejo Asesor para la conmemoración del 40 aniversario de la Constitución y la Gran Cruz de la Orden Militar de Cristo de la República Portuguesa.